# Stachys sylvatica

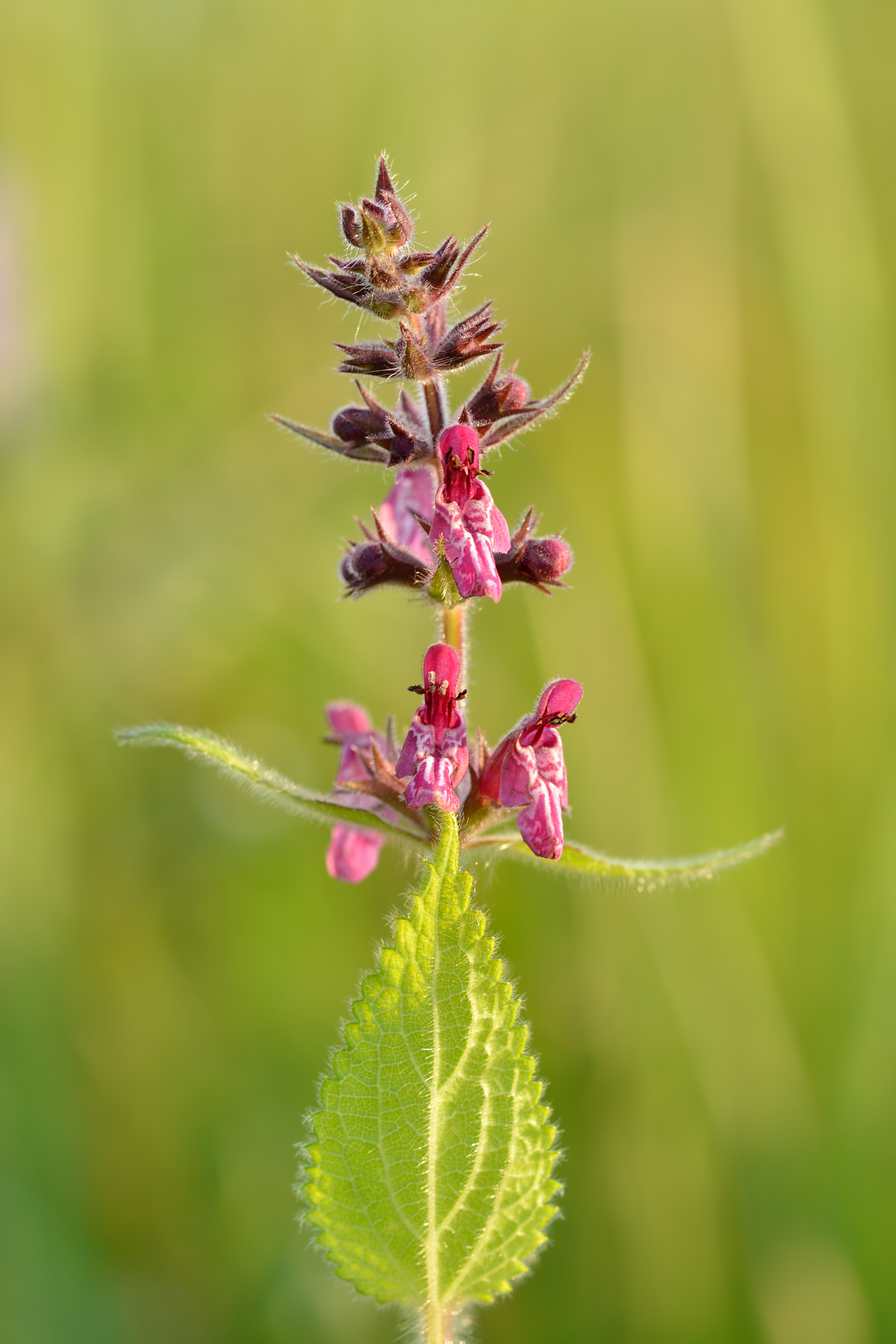

Stachys sylvatica es una especie de planta de la familia Lamiaceae relacionada con Betonica officinalis, con las mismas características y propiedades, y que se diferencia de la misma en su olor fétido y hojas color púrpura con manchas blancas. Llamada popularmente ortiga hedionda.

## Características

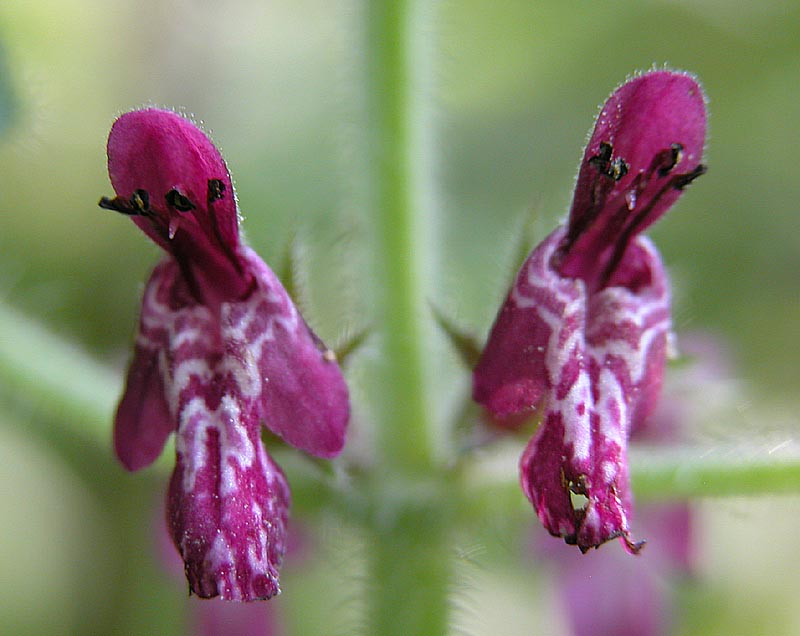
La imagen muestra flores de Stachys sylvatica, con pequeñas flores de color púrpura oscuro agrupadas en espigas. Las flores tienen una forma tubular característica y están rodeadas por hojas verdes y dentadas.

Es una planta herbácea perenne que alcanza los 100 cm de altura con raíz gruesa y leñosa. Tallos cuadrangulares, peludos con sus hojas basales dispuestas en roseta con un largo peciolo, forma de corazón y recia nervadura en relieve con bordes dentados. Las flores aparecen en junio-agosto y son de color púrpura manchadas de blanco y se reúnen en una espiga terminal densa. La corola es tubular. Los frutos son núculas ovoides, de color marrón oscuro.

## Propiedades
Stachys sylvatica posee diversas propiedades medicinales que han sido aprovechadas en la medicina tradicional. Se considera que esta planta tiene efectos tónicos, diuréticos, antiespasmódicos y emenagogos.
- Tónica: Se cree que la planta ayuda a fortalecer y revitalizar el cuerpo, mejorando el bienestar general.
- Diurética: Puede aumentar la producción de orina, lo que ayuda a eliminar toxinas y reducir la retención de líquidos.
- Antiespasmódica: Se utiliza para aliviar los espasmos musculares y calambres, proporcionando alivio en condiciones que involucran contracciones musculares involuntarias.
- Emenagoga: Puede estimular el flujo menstrual, siendo útil en el tratamiento de irregularidades menstruales.

Estas propiedades han hecho que esta planta sea valorada en diversas prácticas de herbolaria y medicina alternativa.

## Taxonomía
Stachys sylvatica fue descrita por Carlos Linneo y publicado en Species Plantarum 2: 580. 1753.
Etimología
Ver: Stachys
sylvatica: epíteto compuesto del Latín que significa "que crece salvaje en los bosques".
Sinonimia
- Stachys cordata Gilib., Fl. Lit. Inch. 1: 80 (1782), opus utique oppr.
- Stachys canariensis Jacq., Icon. Pl. Rar. 1: 11, t. 108 (1787).
- Stachys cordatifolia Gilib., Excerc. Phyt. 1: 91 (1792), opus utique oppr.
- Stachys glaucescens Muss.Puschk. ex Spreng., Syst. Veg. 2: 736 (1825).
- Stachys foetida Gueldenst. ex Ledeb., Fl. Ross. 3: 413 (1849).
- Stachys trapezuntea Boiss., Diagn. Pl. Orient., II, 4: 38 (1859).[6]

## Nombres comunes
- Castellano: hortiga de zorro, hortiga hedionda, hortiga muerta, ortiga hedionda, ortiga muerta hedionda.[7]